# 홈보이 (1991년 영화)
《홈보이》(Hangin' With The Homeboys)는 미국에서 제작된 조셉 B. 바스크 감독의 1991년 코미디, 드라마 영화이다. 더그 E. 더그 등이 주연으로 출연하였고 리처드 브릭 등이 제작에 참여하였다. 뉴 라인 시네마에 의해 개봉되었다.

## 출연

### 주연
- 더그 E. 더그
- 마리오 조이너
- 존 레귀자모
- 네스터 세라노

### 조연
- 킴벌리 러셀
- 메리 B. 워드
- 레지 몽고메리
- 크리스틴 클라러벌
- 로즈 잭슨

## 기타
- 의상: 메리 제인 포트